# Ya tebya lyublyu
Ya tebya lyublyu (tiếng Nga: Я тебя люблю, tiếng Việt: Tôi yêu bạn, còn được gọi theo tiếng Nga: Блажь, tiếng Việt: Cực Lạc) là album phòng thu đầu tay của nhạc rock người Nga Nikolai Noskov, nhãn ORT Records nhạc phát hành năm 1998.

## Danh sách bài hát
| STT | Nhan đề                                  | Thời lượng |
| --- | ---------------------------------------- | ---------- |
| 1.  | "Ya tebya lyublyu (Tôi yêu bạn)"         | 4:07       |
| 2.  | "Ya nemodniy (Tôi không ưa thích)"       | 3:41       |
| 3.  | "Day mne shans (Hãy cho tôi một cơ hội)" | 5:00       |
| 4.  | "Moy drug (Một người bạn của tôi)"       | 4:51       |
| 5.  | "Serdtsa krik (Khóc)"                    | 3:38       |
| 6.  | "Na Rusi (ở Nga)"                        | 5:09       |
| 7.  | "Blazh (Cực Lạc)"                        | 3:44       |
| 8.  | "Solntse (Mặt trời)"                     | 3:53       |
| 9.  | "Lunniy tanets (Mặt trăng nhảy)"         | 4:06       |
| 10. | "Ty ne sahar (Bạn không đường)"          | 4:56       |